# Shiplake

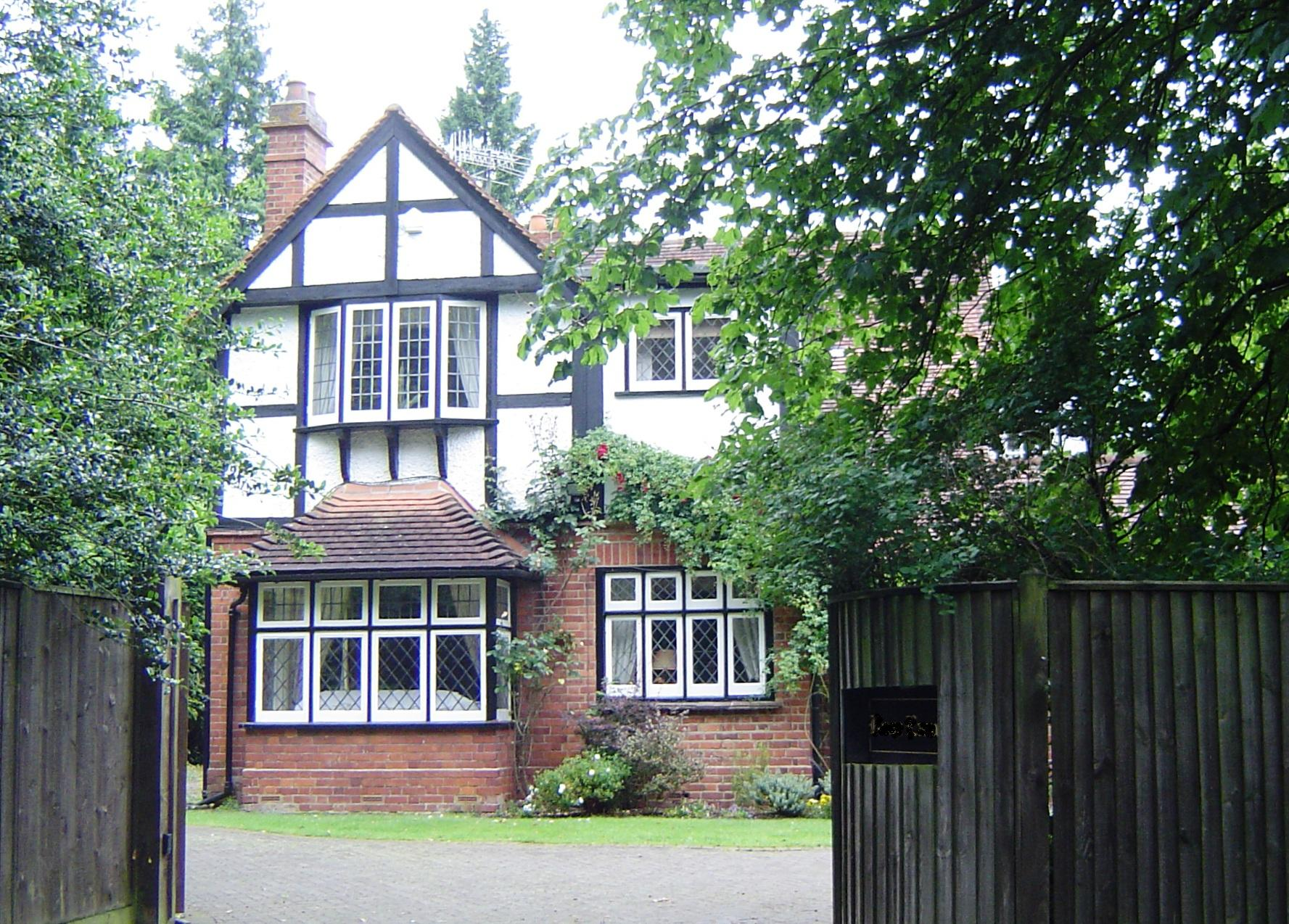
Dom Blairów w Shiplake

Shiplake – wieś i civil parish w Wielkiej Brytanii w Anglii, położona nad rzeką Tamizą, w hrabstwie Oxfordshire, w dystrykcie South Oxfordshire. W 2011 roku civil parish liczyła 1954 mieszkańców.
Znajduje się tutaj kościół parafialny św. Piotra i Pawła z XIII w., częściowo przebudowany w stylu neogotyckim w XIX w. W Shiplake mieszkał w swoich młodych latach George Orwell, a ślub brał Alfred Tennyson.